# Michel Bouvier (juriste)
Pour les articles homonymes, voir Bouvier et Michel Bouvier.
 (février 2017).
Michel Bouvier est un professeur français de droit public, professeur émérite de l'université Panthéon-Sorbonne à Paris.

## Biographie
Michel Bouvier enseigne les finances publiques et la fiscalité. Il est le fondateur et le président de l'association pour la Fondation internationale de finances publiques (FONDAFIP) et le fondateur du Groupement européen de recherches en finances publiques. Il est fondateur et directeur de la Revue française de finances publiques avec sa femme, la professeure Marie-Christine Esclassan.
Il est fondateur et ancien directeur du master Droit et gestion des finances publiques de l'Université Paris 1 Panthéon-Sorbonne. Il est expert international.
Il est également membre de différentes institutions et publications française et étrangères .

## Publications
- Introduction au droit fiscal et à la théorie de l’impôt, édition Librairie générale de droit et de jurisprudence (LGDJ), 14e édition, 2020 (1re édit, 1996)
- Les finances locales, 18e édit, LGDJ, 2020 1re édit, 1992)
- L’impôt sans le citoyen, edit,Lextenso 2019 collection Forum
- Manuel de Finances Publiques, 19e édit, 2020 LGDJ, (1re édit, 1993, en collab. avec J.P. Lassale et M.C. Esclassan)
- Finances publiques et justice sociale, (sous la dir.), LGDJ 2019)
- Finances publiques et souveraineté des Etats, (sous la dir.), LGDJ 2018
- Quelle indépendance financière pour l’autorité judiciaire ? Rapport au Premier président de la Cour de cassation et au Procureur général près cette cour. Cour de cassation juillet 2017
- Pouvoir politique et finances publiques (sous la dir.), LGDJ 2017
- La gouvernance financière des villes (sous la dir.), LGDJ, 2016
- L’État territorial (sous la dir.), LGDJ, 2015
- Quel pilotage des réformes en finances publiques ? (sous la dir.), LGDJ, 2014
- La transparence des finances publiques : vers un nouveau modèle (sous la dir.), LGDJ, 2013
- La cohérence des finances publiques au Maroc et en France (sous la dir.), LGDJ, 2012
- La nouvelle administration financière et fiscale, (sous la dir.), LGDJ, 2011
- La LOLF et la nouvelle gouvernance financière de l’État (en coll. avec A Barilari) , 3e édition, LGDJ, 2010
- La Bonne Gouvernance des finances publiques dans le monde, (sous la dir.), LGDJ, 2009
- Réforme de finances publiques : la conduite du changement (sous la dir.), LGDJ, 2007
- Innovations, créations et transformations en finances publiques (sous la dir.), LGDJ, 2006
- Réforme des finances publiques, démocratie et bonne gouvernance (sous la dir), LGDJ, 2004
- L’Administration fiscale en France, PUF, 1988, 128 p. (Que sais-je ?) (en collaboration avec MC Esclassan)
- Solidarités locales ; Les chartes intercommunales de développement et d’aménagement, (direct. de l’ouvrage), LGDJ, 1986,
- L'État sans politique. Tradition et modernité, préface de Georges Vedel, Paris. LGDJ, 1986.
- Le système communal : état actuel et virtualités de la gestion financière des communes, préf. de P. Lalumière, LGDJ, 1981 (en collab. avec MC Esclassan)

## Décorations
- Chevalier de la Légion d'honneur (1999)[1]
- Officier de l'ordre national du Mérite (2008)[2]